# Cavendishia callista
Cavendishia callista är en ljungväxtart som beskrevs av J. D. Smith. Cavendishia callista ingår i släktet Cavendishia och familjen ljungväxter. Inga underarter finns listade i Catalogue of Life.